# Yeda Peak
Der Yeda Peak ist ein vulkanischer Gipfel der Spectrum Range im Tahltan Highland im Nordwesten der kanadischen Provinz British Columbia. Er liegt 57 km südwestlich von  Tatogga und 5 km südlich des Kitsu Peak, im südlichen Teil des Mount Edziza Provincial Park. Es wird angenommen, dass der letzte Ausbruch des Yeda Peak im Pliozän lag.